# Segunda División de Zambia
La Segunda División de Zambia es una competición de fútbol entre clubes zambianos, organizada por la Asociación de Fútbol de Zambia. Esta división corresponde a la segunda categoría del fútbol de Zambia y tiene clubes tan ilustres como el Mufulira Wanderers F.C., multicampeón de la Zambian Premier League y el Mufulira Blackpool, cuna de Kalusha Bwalya, el mejor jugador de la historia de este país africano. El campeón asciende a la Primera División.

## Clubes participantes en 2022-23
- Aguila Stars FC
- Atlético Lusaka FC
- Bart's FC
- City of Lusaka FC
- Indeni FC
- Jumulo FC
- Kafue Celtic FC
- Kafue Eagles FC
- Kitwe United FC
- Konkola Blades FC
- Livingstone Pirates FC
- Lusaka Dynamos FC
- Mpulungu Harbour FC
- Mufulira Wanderers FC
- Mutondo Stars FC
- Trident FC
- Young Green Buffaloes FC
- ZESCO Malaiti Rangers FC

## Palmarés
| Temporada | Campeón                             | Subcampeón             |
| --------- | ----------------------------------- | ---------------------- |
| 1965      | Kabwe United FC                     | Luanshya All Blacks FC |
| 1966-68   | Desconocido                         | Desconocido            |
| 1969      | Green Buffaloes FC (Zambia Army FC) |                        |
| 1970      | Desconocido                         | Desconocido            |
| 1971      | Ndola United FC                     |                        |
| 1972-77   | Desconocido                         | Desconocido            |
| 1978      | Striker Rovers FC                   | Power Dynamos FC       |
| 1979      | Desconocido                         | Desconocido            |
| 1980      | Kalulushi Modern Stars FC           |                        |
| 1981-82   | Desconocido                         | Desconocido            |
| 1983      | Torneo incompleto                   | Torneo incompleto      |
| 1984-92   | Desconocido                         | Desconocido            |
| 1993      | ZESCO United FC                     | Lusaka Dynamos FC      |
| 1994      | City of Lusaka FC                   | Striker Rovers FC      |
| 1995      | Rumlex FC                           |                        |
| 1996      | Desconocido                         | Desconocido            |
| 1997      | Ndola Wanderers FC                  | Ndola United FC        |
| 1998      | Green Buffaloes FC                  | Ndola Wanderers FC     |
| 1999      | Indeni FC                           | Lusaka Dynamos FC      |
| 2000      | Desconocido                         | Desconocido            |
| 2001      | Nkwazi FC                           | City of Lusaka FC      |
| 2002      | National Assembly FC                | Roan United FC         |
| 2003      | ZESCO United FC                     | Lusaka Celtics FC      |
| 2004      | Afrisports FC                       | Mufulira Wanderers FC  |
| 2005      | Konkola Blades FC                   | Forest Rangers FC      |
| 2006      | Roan United FC                      | Young Arrows FC        |
| 2007      | Green Eagles FC                     | Nkwazi FC              |
| 2008      | Forest Rangers FC                   | Nakambala Leopards FC  |
| 2009      | National Assembly FC                | Nkwazi FC              |
| 2010      | Kalewa FC                           | Nakambala Leopards FC  |
| 2011      | Indeni FC                           | NAPSA Stars FC         |
| 2012      | Desconocido                         | Desconocido            |
| 2013      | Green Eagles FC                     | National Assembly FC   |
| 2014      | Nkwazi FC                           | Lusaka Dynamos FC      |
| 2015      | Kabwe Warriors FC                   | Lumwana Radiants FC    |
| 2016      | City of Lusaka FC                   | Konkola Blades FC      |
| 2017      | Campeón en zonas                    | Campeón en zonas       |
| 2018      | Prison Leopards FC                  | Mufulira Wanderers FC  |
| 2019      | Kabwe Youth SA                      | Kansanshi Dynamos FC   |
| 2019-20   | Indeni FC                           | Prison Leopards FC     |
| 2020-21   | Konkola Blades FC                   | Kafue Celtic FC        |
| 2021-22   | Lumwana Radiants FC                 | MUZA FC                |

## Títulos por club
| Club                      | Campeón | Años campeón     |
| ------------------------- | ------- | ---------------- |
| Indeni FC                 | 3       | 1999, 2011, 2020 |
| Green Buffaloes FC        | 2       | 1969, 1998       |
| ZESCO United FC           | 2       | 1993, 2003       |
| National Assembly FC      | 2       | 2002, 2009       |
| Green Eagles FC           | 2       | 2007, 2013       |
| Nkwazi FC                 | 2       | 2001, 2014       |
| City of Lusaka FC         | 2       | 1994, 2016       |
| Konkola Blades FC         | 2       | 2005, 2021       |
| Kabwe United FC           | 1       | 1965             |
| Ndola United FC           | 1       | 1971             |
| Striker Rovers FC         | 1       | 1978             |
| Kalulushi Modern Stars FC | 1       | 1980             |
| Rumlex FC                 | 1       | 1995             |
| Ndola Wanderers FC        | 1       | 1997             |
| Afrisports FC             | 1       | 2004             |
| Roan United FC            | 1       | 2006             |
| Forest Rangers FC         | 1       | 2008             |
| Kalewa FC                 | 1       | 2010             |
| Kabwe Warriors FC         | 1       | 2015             |
| Prison Leopards FC        | 1       | 2018             |
| Kabwe Youth SA            | 1       | 2019             |
| Lumwana Radiants FC       | 1       | 2022             |